# Sackets Harbor
Sackets Harbor es una villa ubicada en el condado de Jefferson en el estado estadounidense de Nueva York. En el año 2000 tenía una población de 1,386 habitantes y una densidad poblacional de 235 personas por km².

## Geografía
Sackets Harbor se encuentra ubicada en las coordenadas 43°56′47″N 76°7′4″O / 43.94639, -76.11778.

## Demografía
Según la Oficina del Censo en 2000 los ingresos medios por hogar en la localidad eran de $42,629, y los ingresos medios por familia eran $51,397. Los hombres tenían unos ingresos medios de $33,696 frente a los $26,917 para las mujeres. La renta per cápita para la localidad era de $23,269. Alrededor del 7.8% de la población estaban por debajo del umbral de pobreza.